# Tractat de Chaumont
Els Acords de Chaumont (o Tractat de Chaumont), van ser una sèrie d'acords signats per separat entre l'Imperi austríac, el Regne de Prussia, l'Imperi rus i el Regne Unit, signats l'1 Març de 1814, tot i que la signatura real va tenir lloc entre el 9 i el 19 de Març. El tractat tenia la intenció de dibuixar els poders de la Sisena Coalició cap a una aliança més propera en el cas que França refusés els acords de pau oferts recentment. Cadascun va acordar posar 150.000 soldats en el camp en contra de França, per a garantir, durant vint anys, la pau europea (una vegada aconseguida), contra qualsevol agressió francesa.

## Context històric
Seguint les converses de febrer de 1814, representants d'Àustria, Prussia, Rússia, i Gran Bretanya van acordar una reunió a Chaumont, (Haute-Marne), l'1 de març de 1814. El Tractat de Chaumont resultant va ser signat entre el 9 i el 19 de Març 1814, (malgrat datar-lo l'1 Març de 1814), per l'Emperador Alexandre I de Rússia, l'Emperador Francesc II (amb Metternich), el rei Frederic Guillem III, i el ministre d'afers exteriors britànic, el Vescomte de Castlereagh. El Tractat demanava a Napoleó que deixés totes les seves conquestes, revertint així a França a les seves fronteres pre-revolució, a canvi d'un alto el foc. Si Napoleó refusava el tractat, els Aliats prometien continuar la guerra. L'endemà Napoleó va refusar el tractat, acabant la seva última possibilitat d'un final negociat.
Les decisions foren ratificades de nou i executades pel Congrés de Viena de 1814–1815. Els termes del tractat van ser escrits en gran part pel Vescomte de Castlereagh, el ministre d'afers exteriors britànic, qui va oferir subsidis de diners en efectiu per tal de mantenir els exèrcits en el camp en contra Napoleó. Els terminis claus incloïen, l'establiment d'una Alemanya confederada, dividida en estats independents, la restauració dels Borbó com a reis d'Espanya, i l'ampliació d'Països Baixos que incorporava el que el 1830 seria la Bèlgica moderna. El tractat de Chaumont es va convertir en la pedra angular de l'Aliança europea que conformaria l'equilibri de poders a Europa durant dècades.